# نوپسرها الکسندروی
نوپْسِرها اَلِکسَندرُوی یک گونه سوسک از خانوادهٔ سوسک‌های شاخک‌دراز است. در سال ۱۹۱۵ این گونه توسط نیکولای نیکولایویچ پلاویلستشچیکوف توصیف و بررسی شد. .
لاروهای این سوسک معمولاً چوب را سوراخ می کنند و می‌توانند به کنده‌های زنده یا چوب‌هایی که قطع شده‌اند آسیب وارد کنند.